# باردزراشين (أرارات)
مدينة باردزراشين (بالأرمينية:Բարձրաշեն) (بالإنجليزية: Bardzrashen)‏ هي إحدى المدن التابعة لمقاطعة أرارات في أرمينيا. يقدر عدد سكانها بـ 1550 نسمة حسب الإحصاء الذي جرى عام 2011.